# 拉利德勒法爾克山

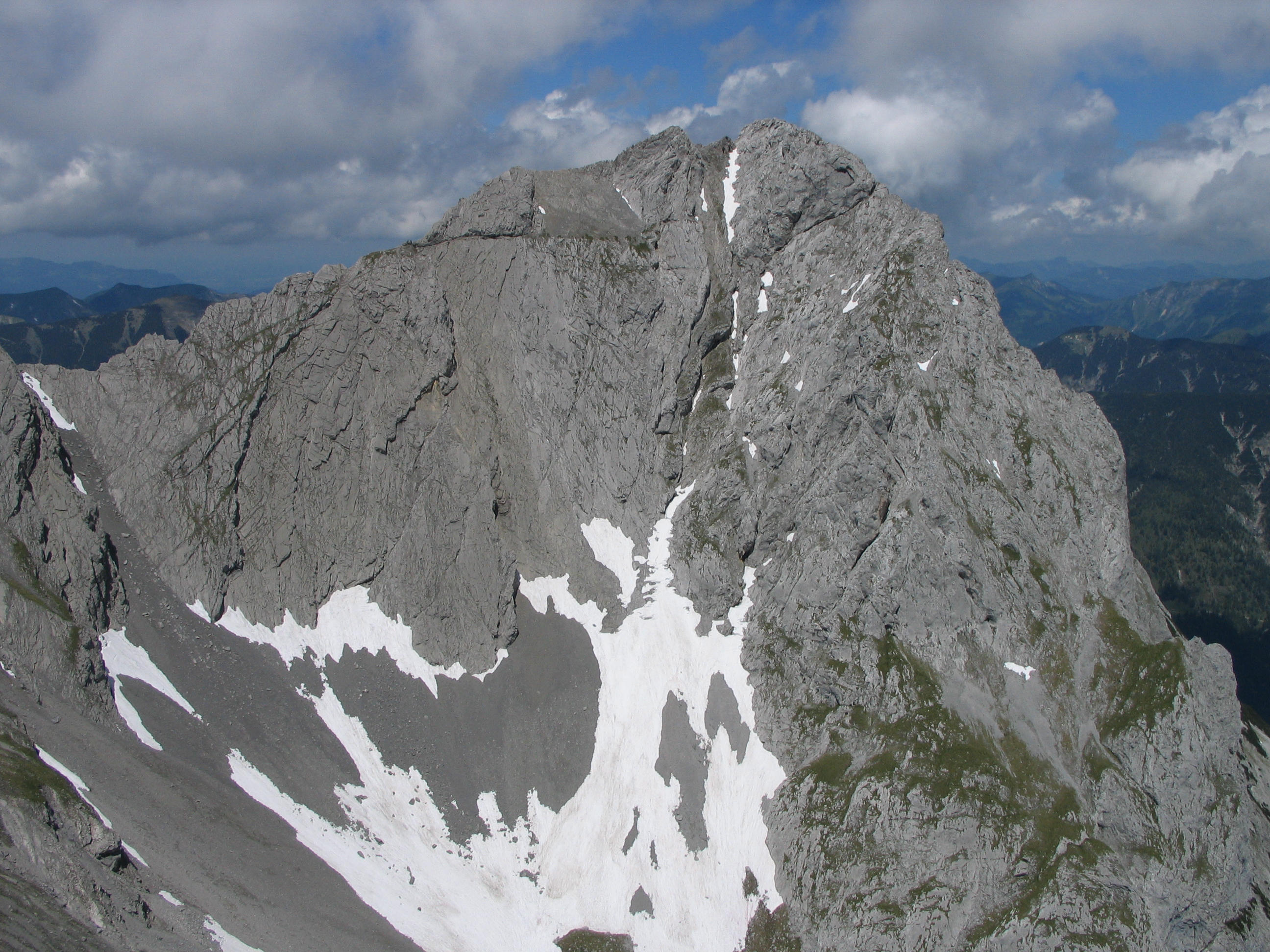

47°26′7″N 11°31′8″E / 47.43528°N 11.51889°E
拉利德勒法爾克山（德語：Laliderer Falk），是奧地利的山峰，位於該國西部，由蒂羅爾州負責管轄，屬於卡爾文德爾山脈的一部分，距離加姆斯約赫山2.8公里，海拔高度2,427米，人類在1870年6月30日首次登頂。